# 군단

NATO 병과기호 표준에 따른 아군 보병 군단 표시

군단(軍團, 영어: corps)은 야전군과 사단의 중간에 해당하는 전술 단위 부대이다. 공국이나 시국을 제외한 어느 정도의 규모를 가진 하나의 국가 내 군대의 최소 기본 규모가 1개 군단이다. 군단의 지휘관은 주로 중장이 맡고 때로는 상황이 여의치 않을 때 소장이 맡는다. 최소 2개 이상의 사단으로 구성되며, 평균적으로 병력은 20,000~80,000명으로 구성된다. 다만, 작전 지역이나 임무에 따라 차이가 날 수 있다.
소련군의 경우 군단이 군 또는 집단군으로 지칭되나 이는 나라마다 상이하다.
창작물에서 나오는 군단이란 단어는 대부분 많은 숫자의 군대라는 뜻을 가지고 있고, 전술 단위 부대와는 관련이 없다.

## 한국
대한민국 육군에서는 현재 6개의 군단이 존재한다.
• 수도군단/충의부대
• 제1군단 (대한민국)/광개토부대
• 제2군단 (대한민국)/쌍용부대
• 제3군단 (대한민국)/산악부대
• 제5군단 (대한민국)/승진부대
• 제7기동군단/북진선봉부대
이 중 7군단은 기동군단으로(7기동군단) 전쟁이 일어난다면 타 군단은 주둔지를 거점으로 지역방위 및 방어, 타 부대 및 대민지원 중심의 임무를 수행한다면, 7기동군단은 주둔지를 바로 떠나 총공격에 집중하는 공격중심의 임무를 수행한다.
현재 6개 군단 전부 전방을 담당하는 야전군급 상급부대인 지상작전사령부의 예하 군단이다. 과거에는 후방을 담당하는 또하나의 야전군급 상급부대인 육군제2작전사령부의 예하군단도 존재했으나 지금은 존재하지 않는다.
특전사령부는 인원 숫자는 되려 사단 이하이지만 부대 단위는 군단이며 장교 숫자 역시 일반 군단과 동일한 수준으로 보유하고 있다.

## 일본
일본은 제국 시절 당시에 군단을 사단의 상위 전술 부대로서 제국 육군과 육군 항공대에서 군(軍)이란 명칭으로 운영하였다. 군(軍)의 상위 전술 단위 부대는 방면군, 총군으로 때로는 같은 군(軍)이 붙은 부대지만 관동군의 경우, 총군과 같은 병력을 가지는 부대도 있었다. 제2차 세계 대전의 종전 이후에 설립된 육상자위대에서는 방면대란 명칭으로 운영하고 있다. 하나 방면대는 지역 경계 사령부명칭이지  이동단위부대인 군단과는 다르다. 

## 같이 보기
- 미국의 군단 목록